# 1880 v loďstvech
Tento článek obsahuje významné události v oblasti loďstev v roce 1880.

## Lodě vstoupivší do služby
- 6. ledna –  Caio Duilio – věžová bitevní loď třídy Caio Duilio